# Neolamprologus gracilis
Espèce
Statut de conservation UICN

 LC  : Préoccupation mineure
Neolamprologus gracilis  est une espèce de poissons d'eau douce de la famille des Cichlidae endémique du lac Tanganyika.

## Répartition
Neolamprologus gracilis se rencontre au Burundi, en république démocratique du Congo et en Zambie.

## Description
Neolamprologus gracilis peut mesurer jusqu'à 90 mm de longueur totale.

## Classification
Le nom valide complet (avec auteur) de ce taxon est Neolamprologus gracilis (Brichard (d), 1989).
L'espèce a été initialement classée dans le genre Lamprologus sous le protonyme Lamprologus gracilis Brichard, 1989.
Neolamprologus gracilis a pour synonyme :
- Lamprologus gracilis Brichard, 1989

### Étymologie
Son épithète spécifique, du latin gracilis, « mince, svelte », fait référence à son corps allongé.

### Publication originale
- (en) Pierre Brichard, Book of cichlids and all the other fishes of Lake Tanganyika, T. H. F. Publications, janvier 1989, 544 p. (ISBN 978-0866226677).